# Lista de episódios de Nanatsu no Taizai
Nanatsu no Taizai é um anime japonês baseado na série de mangá de mesmo nome escrito e ilustrado por Nakaba Suzuki. O anime segue Elizabeth, a terceira princesa do Reino de Liones, que está  a procura dos Sete pecados capitais, um grupo de ex-cavaleiros sagrados que foram separados depois que o reino foi derrubado. Ela pede a ajuda de Meliodas e Hawk, o capitão dos Sete pecados capitais e seu porco de estimação falante, para reunir os membros restantes.
O tema da abertura do programa é Netsujō no Spectrum (熱情のスペクトラム, Netsujō no Supekutoramu, lit. Espectro da Paixão") realizada por Ikimono-gakari para os primeiros doze episódios e o segundo tema de abertura é "Seven Deadly Sins" Interpretada por homem com uma missão, enquanto o primeiro tema de encerramento intitulado "7 Seven" é uma colaboração entre o Flow e o Granrodeo, o segundo tema final do episódio 13 é" Season ", a principal estréia de Alisa Takigawa. Uma segunda temporada da série de anime foi confirmada em 27 de setembro de 2015, no ar em 13 de janeiro de 2018. A classificação indicativa é de 13 anos.

## Resumo
| Temporada | Temporada | Episódios | Episódios | Originalmente exibido | Originalmente exibido  | Originalmente exibido |
| Temporada | Temporada | Episódios | Episódios | Estreia da temporada  | Final da temporada     | Emissora              |
| --------- | --------- | --------- | --------- | --------------------- | ---------------------- | --------------------- |
|           | 1         | 24        | 24        | 5 de outubro de 2014  | 29 de março de 2015    | MBS, TBS              |
|           | ESP       | 4         | 4         | 28 de agosto de 2016  | 18 de setembro de 2016 | MBS, TBS              |
|           | 2         | 24        | 24        | 13 de janeiro de 2018 | 30 de junho de 2018    | MBS, TBS              |
|           | 3         | 24        | 24        | 9 de outubro de 2019  | 25 de março de 2020    | TV Tokyo, BS TV Tokyo |
|           | 4         | 24        | 24        | 13 de janeiro de 2021 | 23 de junho de 2021    | TV Tokyo, BS TV Tokyo |

## Lista de episódios

### 1.ª Temporada: The Seven Deadly Sins
| N.º | Título em português Título original Título no Brasil | Exibição original       |
| --- | --- | ----------------------- |
| 1 | "Os Sete Pecados Capitais" Transliteração: "Nanatsu no Taizai" (em japonês: 七つの大罪) "Os Sete Pecados Capitais"                                            | 5 de Outubro de 2014    |
| Elizabeth Liones, a terceira princesa do Reino de Liones, está à procura dos Sete Pecados Capitais, um grupo de Cavaleiros Sagrados extremamente poderoso e perigoso, cujos membros são considerados criminosos por terem supostamente traído o reino. Ela encontra Meliodas, o dono de um bar chamado Boar Hat (Chapéu de Porco), acompanhado pelo porco falante Hawk, seu companheiro de estimação. Ao ser atacado pelo Cavaleiro Sagrado aprendiz Twigo, Meliodas rapidamente supera o oponente; durante o combate, Meliodas revela a Elizabeth que ele é o Pecado da Ira do Dragão e o capitão dos Sete Pecados Capitais. Meliodas e Hawk juntam-se a Elizabeth em sua jornada para encontrar os outros Pecados Capitais a fim de derrotar os Cavaleiros Sagrados, que planejaram um golpe de estado para derrubar o rei. | |                         |
| 2 | "A Espada do Paladino" Transliteração: "Seikishi no Ken" (em japonês: 聖騎士の剣) "A Espada do Cavaleiro Sagrado"                                             | 12 de Outubro de 2014   |
| O Cavaleiro Sagrado Gilthunder planta sua espada no centro do vilarejo Bernia, bloqueando o fluxo do rio, que era a principal fonte de renda do vilarejo. Após inúmeras tentativas mal sucedidas dos aldeões para remover a espada, Meliodas a remove facilmente. Uma celebração é realizada no Boar Hat, e Meliodas é saudado como um salvador do vilarejo Bernia. Para confirmar se a remoção de sua espada fora ou não um acidente, Gilthunder lança uma lança imbuída de seu poder em direção ao vilarejo. No entanto, Meliodas pressente o ataque e lança a lança de volta, destruindo o Forte Solgales. Com isso, Gilthunder conclui que Meliodas ainda está vivo. Então, Meliodas, Elizabeth e Hawk decidem prosseguir para a Floresta dos Sonhos Brancos para se esconder e, principalmente, para tentar encontrar mais um dos Sete Pecados Capitais.                                                                           | |                         |
| 3 | "O Pecado da Floresta Adormecida" Transliteração: "Nemureru Mori no Tsumi" (em japonês: 眠れる森の罪) "O Pecado da Floreta Adormecida"                        | 19 de Outubro de 2014   |
| Meliodas, Elizabeth, Hawk viajam para a Floresta dos Sonhos brancos, onde até mesmo os santos Cavaleiros evitam. O Prankster Imps que habitam a Floresta dos Sonhos brancos tenta confundi-los, representando Hawk e Elizabeth para levá-los. Depois de derrotar o Prankster Imps, os três seguem-nos e encontram uma garota gigante chamada Diane , o Pecado da Inveja da Serpente, que estava dormindo na floresta. Gilthunder de repente chega e liga todos com sua mágica relâmpago. Meliodas luta com Gilthunder, permitindo deliberadamente que este Santo Cavaleiro o derrote. Sob o pretexto de morrer devido à ferida grave, Meliodas adquire informações sobre o paradeiro de dois membros dos Sete Pecados Mágicos, Ban e King , como seu último último desejo. | |                         |
| 4 | "O Sonho de uma Jovem Garota" Transliteração: "Shōjo no Yume" (em japonês: 少女の夢) "O Sonho de uma Garotinha"                                               | 26 de Outubro de 2014   |
| Depois que Diane joga Gilthunder fora da floresta, Meliodas, Elizabeth, Hawk e Diane se dirigem em direção a Baste Dungeon, onde Ban, o Pecado da ganância da raposa, é preso. No caminho, eles decidem passar por Dalmary Town, onde um médico chamado Dana trata Meliodas com algum remédio para seus ferimentos. Diane e Elizabeth mostram o cuidado de Meliodas, mas invejam um ao outro devido aos seus opostos em força e tamanho. A cidade é de repente atacada por insetos controlados pela Friesia , um Cavaleiro Sagrado pertencente aos infame Colmilhos Estranhos, mas os insetos são rapidamente destruídos por Diane, que se dirige para Baste Dungeon. Dana revela inesperadamente a Elizabeth que o remédio é um veneno mortal, enquanto Golgius aparece do nada para acompanhar Elizabeth de volta ao Reino de Liones. Enquanto isso, Ban escapa de sua cela, mas Jericho não consegue subjugar ele.                   | |                         |
| 5 | "Acha Mesmo que Você iria Morrer?" Transliteração: "Atoe Anata ga Shindemo" (em japonês: たとえあなたが死んでも) "Mesmo que Você Morra"                       | 2 de Novembro de 2014   |
| Quando Golgius tenta pegar a espada de Meliodas, Meliodas desperta sem sinal de envenenamento, passando a explodir uma aura que faz Golgius fugir. Meliodas, Elizabeth e Hawk encontram Golgius, que apalpadou Dana pelas costas e depois ataca os três usando sua técnica de invisibilidade. Quando Meliodas forçou Golgius a retirar-se a cavalo, Meliodas consola mais tarde Elizabeth depois que ela se culpa pela morte de Dana, cuja filha Sennett é presa dentro de Baste Dungeon. Quando Meliodas, Elizabeth e Hawk partiram para Baste Dungeon, eles encontram Diane, que de repente os ataca depois de sucumbir à hipnose por Ruinao som de seu sino. Enquanto eles fogem de Diane, envolvendo um par de pastores ao longo do caminho, Meliodas logo sucumbe a hipnose também e luta com Diane. Enquanto isso, Ban tira Jericho de sua armadura, mas depois é esfaqueado no peito por Judas .                                 | |                         |
| 6 | "Início de um Poema" Transliteração: "Hajimari no Shi" (em japonês: はじまりの詩) "O Poema do Início"                                                         | 9 de Novembro de 2014   |
| Enquanto Meliodas e Diane continuam a lutar entre si sob hipnose, Friesia ataca o jovem pastor com seus insetos. Quando Elizabeth arrisca sua vida para proteger o jovem pastor, o último revela-se como ruína. Depois que Elizabeth consegue romper o sino da equipe de Ruin, Meliodas e Diane recuperam seus sentidos, logo derrotando Ruin e Friesia, respectivamente. Enquanto isso, Ban supera Jude e tira-o, apesar de ser perfurado no baú. Meliodas, Elizabeth, Hawk e Diane chegam a Baste Dungeon para resgatar Sennett, mas Meliodas e Ban causam destruição na estrutura durante sua feliz reunião. Os seis se reencontram na cidade de Dalmary, onde Dana, revelou ainda estar vivo, trata-os com uma refeição como cortesia. Enquanto isso, King, o Pecado de Preguiça do Grizzly, é mostrado como aliado com Gilthunder.                                                                                                 | |                         |
| 7 | "Reunião Comovente" Transliteração: "Kandō no Saikai" (em japonês: 感動の再会) "Uma Reunião Emocionante"                                                      | 16 de Novembro de 2014  |
| Durante um flashback, Ban busca a Fonte da Juventude no fundo da Floresta do Rei dos Fadas, mas ele é frustrado repetidamente por ElaineSra. Donzela da Fonte da Juventude. No entanto, Elaine percebe que Ban é diferente de outros humanos. Ban quer a Fonte da Juventude na esperança de ganhar algo bom em sua vida. No presente, Meliodas, Elizabeth, Hawk, Diane e Ban fazem planos para ir para a Capital dos Mortos. Ban vagueia em uma vila próxima e encontra King, no qual o primeiro não reconhece o último no início. Os dois começam a lutar até que os outros encontrem Ban, fazendo com que o rei voe em silêncio. Enquanto Meliodas, Elizabeth, Hawk, Diane e Ban mais tarde partiram para a Capital dos Mortos, eles vão a um campo de flores, que os envia para o destino. No entanto, King os segue lá e persegue Ban, que vê um vislumbre de Elaine a distância.                                                   | |                         |
| 8 | "O Terrível Perseguidor" Transliteração: "Osorubeki Tsuiseki-sha" (em japonês: 恐るべき追跡者) "A Temível Cavaleira Sagrada"                                  | 23 de Novembro de 2014  |
| O rei petrifica Ban depois de revelar que Elaine é na verdade sua irmã. Durante outro flashback, Ban tenta proteger Elaine ao confrontar um demônio vermelho que está destruindo a Floresta do Rei das Fadas. No entanto, depois de Elaine se machucar, ela sacrifica sua vida ingerindo a Fonte da Juventude em Ban para permitir que ele derrote o demônio vermelho. No presente, Holy Knight Guilaentra na Capital dos Mortos e combate Meliodas e Diane, enquanto Elizabeth e Hawk fugiram para a segurança. Elaine, primeiro não visto ao rei, libera a proibição da petrificação com um beijo. Ban junta-se a Meliodas e Diane na batalha contra Guila, enquanto Elaine diz ao rei para entender Ban e salvá-lo. Depois de ter sido informado por Elizabeth e Hawk sobre a batalha que está acontecendo, King executa um ataque surpresa por trás da Ban para atacar Guila.                                                       | |                         |
| 9 | "O Pulso Negro" Transliteração: "Ankoku no Myakudō" (em japonês: 暗黒の脈動) "Pulsação das Trevas"                                                            | 30 de Novembro de 2014  |
| O rei supera e derrota sozinho Guila usando seu Sacred Treasure, o Spirit Spear Chastiefol. Enquanto Meliodas, Elizabeth, Hawk, Diane, Ban e King retornam à aldeia, King diz aos outros que seu Tesouro Sagrado desencadeia todo seu potencial em combate. No entanto, Meliodas vendeu sua, Diane perdeu a dela e Ban recebeu sua roubada. Meliodas, Ban e King dirigem-se para Merchant Town Vaizel durante o festival anual de luta, no qual o grande prêmio é o Tesouro Sagrado de Diane, o War Hammer Gideon. Enquanto isso, o Grande Cavaleiro Sagrado Hendrickson convoca Jericho e Twigo no subsolo, oferecendo-lhes para beber o sangue de um cadáver de um demônio vermelho como forma de aumentar sua força. Twigo explode depois de beber o sangue, mas Jericho consegue sobreviver a essa experiência dolorosa. | |                         |
| 10 | "A Luta de Byzel no Festival" Transliteração: "Baizeru Kenka Matsuri" (em japonês: バイゼル喧嘩祭り) "O Festival de Luta de Byzel"                            | 7 de Dezembro de 2014   |
| O festival de luta começa com uma rodada de eliminação que resulta em oito concorrentes deixados em pé. A primeira rodada das quartas de final é Holy Knight Griamore versus " Matrona ", na qual Matrona consegue quebrar a barreira de Griamore e enviá-lo a voar. Matrona revela-se uma Diane encolhida vestindo roupas de Elizabeth. Diane e Elizabeth encontraram anteriormente um cogumelo gigante chamado Chicken-Matango que encolhido os dois quando se sentia ameaçado. A segunda rodada é Holy Knight Hauser contra três vezes campeão Taizoo, em que o primeiro derrota o último com um soco. A terceira rodada é King contra Cain Barzad, um velho bêbado. Como o rei é impotente sem sua arma, Cain facilmente toca o rei fora do ringue. A rodada final é Meliodas contra Ban, e Hauser descobre de Griamore que os dois são membros dos Sete pecados Capitais.                                                          | |                         |
| 11 | "Um Sentimento de Longa Data" Transliteração: "Sekinen no Omoi" (em japonês: 積年の想い) "Sentimentos Antigos"                                                | 14 de Dezembro de 2014  |
| Meliodas e Ban se envolvem em uma luta feroz que sacode o chão embaixo deles, igualmente correspondente devido à sua incrível força e agilidade. No entanto, Meliodas agarra o pulso de Ban e o expulsa do ringue, ganhando assim a rodada. A primeira rodada das semifinais é Diane contra Hauser, na qual Hauser está fora com seus socos ventosos, mas Diane faz um golpe no Hauser e ganha a rodada. A segunda rodada é Caim contra Meliodas, em que Caim acredita que Meliodas traiu o reino no passado. Quando Meliodas diz que não traiu o reino, Cain confia em Meliodas e perde a rodada. A rodada das finais é Diane versus Meliodas, enquanto Guila e Jericó estão a caminho do Vaizel. | |                         |
| 12 | "O Canhão Aterrorizante" Transliteração: "Senritsu no Kanon" (em japonês: 戦慄のカノン) "O Temível Canon"                                                     | 21 de Dezembro de 2014  |
| Guila e Jericho interrompem o torneio e provocam terror na cidade mercante. O rei subjuga Guila e Jericó depois que Meliodas e Ban são derrotados por eles, mas King é mais tarde dominado pelo Santo Cavaleiro Helbram , que estava disfarçado de arbitro do torneio, Love Helm. Enquanto isso, Elizabeth volta ao seu tamanho normal e tropeça com sua irmã mais velha Veronica Liones, que repreende Elizabeth por estar envolvido com Meliodas. Veronica então armadinha Meliodas dentro da Deusa Amber, uma pedra especificamente feita para selar seres demoníacos. Elizabeth foge com a espada de Meliodas e a Deusa Amber, enquanto Griamore restringe temporariamente Guila e Jericó. Veronica alcança Elizabeth e protege-a de uma explosão feita por Guila, o que faz com que Veronica desapareça. Quando Elizabeth chama para Meliodas, ele emerge da Deusa Amber com um lado mais sombrio para ele.                        | |                         |
| 13 | "Apóstolo da Destruição" Transliteração: "Hakai no Shito" (em japonês: 破壊の使徒) "Discípulo da Destruição"                                                  | 11 de Janeiro de 2015   |
| Com seu verdadeiro poder finalmente mostrado, Meliodas choca com Helbram, que toma nota de como Meliodas afeta suas habilidades escuras. Depois de conseguir derrotar Meliodas, Helbram rouba a espada de Meliodas. Ban leva Elizabeth, Hawk e King a segurança, enquanto Diane volta ao seu tamanho normal e empurra Gideon com ataques que desmoronam a terra, forçando Helbram a recuar com Guila e Jericó no reboque. Elizabeth abraça Meliodas depois que ele é resgatado por Diane, depois lamentando a morte de Veronica. Ban e King expressam seus motivos por trás de levar de volta o reino. Com sua espada agora roubada, Meliodas promete acabar com a guerra em andamento de uma vez por todas. | |                         |
| 14 | "O Leitor" Transliteração: "Honwoyomu Hito" (em japonês: 本を読むひと) "O Leitor de Livros"                                                                   | 18 de Janeiro de 2015   |
| Notícias sobre vários avistamentos de um Armor Giant em algum lugar da Floresta de Ordan atingem Helbram, que rapidamente envia Dawn Roar , um grupo de elite de Holy Knights, para procurar o Armor Giant. Enquanto isso, Guila visita o irmão mais novo, Zeal, e depois mata três bandidos que o intimidaram por sua mudança de reposição. Meliodas e seus amigos se separaram na aldeia próxima. Elizabeth e Hawk encontram um garoto chamado Alan, que está procurando uma cola para reparar a armadura. Ao ouvir os grunhidos baixos que ecoam na floresta, Meliodas, Ban e King acham que o Gigante da Armadura está cercado por Dawn Roar, mas Meliodas, Ban e King não são adversários contra Dawn Roar. Assim como parece que o Gigante da Armadura está prestes a ser morto, Alan intercepta e revela-se como Gowther , o Pecado da Luidade da Cabra.                                                                         | |                         |
| 15 | "O Cavaleiro Profano" Transliteração: "Anhōryi Naito" (em japonês: アンホーリィ・ナイト) "Cavaleiro Profano"                                                  | 25 de Janeiro de 2015   |
| Gowther dá a cabeça do Armor Giant aos membros de Dawn Roar para convencê-los a se retirarem da batalha. No entanto, o demônio quebra a armadura e ataca Meliodas, Ban, King e Gowther. Meliodas baixou a guarda ao notar que um Cavaleiro Sagrado se fundiu no cofre do demônio, mas Gowther usa seu Sacred Treasure, o Twin Bow Herritt, para parar o demônio. Enquanto isso, Cain visita Elizabeth no Boar Hat, onde ele conta a história de Liz, um cavaleiro de um reino inimigo que se tornou amante do passado de Meliodas depois que ele a salvou de ser condenada à morte. Ban gueia o coração do Santo Cavaleiro, reconhecido como o pai de Guila, Dale, mas o demônio ainda permanece vivo. Elizabeth corre para Meliodas e lhe deixa a espada de Liz para trás, o que lhe permite destruir o demônio. Percebeu-se que Dale era um dos experimentos demoníacos falidos de Hendrickson.                                       | |                         |
| 16 | "As Lendas Encurraladas" Transliteração: "Karitate Rareru Densetsu-tachi" (em japonês: 駆り立てられる伝説たち) "Lendas Contadas"                              | 1 de Fevereiro de 2015  |
| Gowther é recebido pelos outros em seu grupo, mas ele logo descobre os verdadeiros segredos por trás deles profundizando em suas memórias e emoções. Enquanto isso, Hendrickson e Helbram têm o alcance da espada de Meliodas na posse, no qual eles planejam usá-lo como um fragmento de uma relíquia ritual, conhecida como o Caixão da Escuridão Eterna, para ressuscitar a raça dos demônios vermelhos como um meio para começar um santo guerra. No Boar Hat, Holy Knight Vivian aparece repentinamente e seqüestra Elizabeth e Hawk. Diane lança Meliodas, Ban e Gowther em direção ao Reino de Liones, onde os três são bombardeados por um exército de Santos Cavaleiros no lado norte do castelo. No entanto, Arthur Pendragon , o jovem rei de Camelot, aproximou-se do lado sul do castelo com seu próprio exército. | |                         |
| 17 | "Primeira Vítima" Transliteração: "Saisho no Gisei" (em japonês: 最初の犠牲) "A Primeira Vítima"                                                              | 8 de Fevereiro de 2015  |
| Hendrickson tenta convencer Arthur para deixar o castelo, mas sem sucesso. Em vez disso, Hendrickson escolhe Arthur dentro do castelo e de repente o envolve na batalha. Enquanto isso, Elizabeth e Hawk são teletransportadas dentro do calabouço do castelo e tentam encontrar uma saída. Meliodas, Ban e Gowther conseguem derrotar o exército e esgueirar-se por dentro de uma cidade do reino, enquanto King invoca seu cão negro Oslow para usar sua boca para teleportar Diane dentro do castelo. No entanto, Diane é atacada por Guila, Jericho, Gilthunder, Hauser, Helbram e o Grande Cavaleiro Sagrado Dreyfus. Diane tenta se defender, mas Dreyfus a domina com um ataque que a envia batendo nas ruas da cidade. Depois que Diane anda pelas ruas e protege Zeal de ser esmagado por um edifício em queda, tanto Hauser quanto Guila mudam de lado para defender Diane.                                                   | |                         |
| 18 | "Mesmo que eu Tenha que Desistir da Minha Vida por Isso" Transliteração: "Kono Inochi ni Kaete mo" (em japonês: この命にかえても) "Mesmo que me Custe a Vida" | 15 de Fevereiro de 2015 |
| Os poderes combinados de Hauser e Guila têm pouco ou nenhum efeito. Quando Dreyfus ataca Guila, Gowther salva Guila no momento e enfrenta Dreyfus sozinho. Enquanto isso, Elizabeth e Hawk encontram Margaret Liones, A irmã mais velha de Elizabeth, em uma cela. Vivian aparece, teleportando Hawk em outro lugar, batendo Elizabeth inconsciente e liberando Margaret de sua cela. Gowther aprisiona Dreyfus em um pesadelo, mas Dreyfus, de certa forma, afunila-se e percorre Gowther no baú. Uma vez que Dreyfus, gravemente ferido, sai com Gilthunder, Helbram tenta acabar com Diane, mas o rei aparece e pára Helbram, que se revela como uma fada e o ex melhor amigo do rei. Helbram usa suas raízes de árvores mágicas para conter o rei e infligir pestañas brutais em Diane. No entanto, King usa Chastifol para proteger Diane de se machucar. O rei diz que está cumprindo uma promessa que fez setecentos anos atrás. | |                         |
| 19 | "O Rei Fada que Esperou em Vão" Transliteração: "Machibōke no Yōsei-ō" (em japonês: まちぼうけの妖精王) "O Rei das Fadas"                                     | 22 de Fevereiro de 2015 |
| No passado, King conheceu Diane quando era uma criança dentro de uma caverna, e eles se juntaram como amigas durante muitas décadas, embora parecesse que apenas alguns dias se passaram. O rei gradualmente recuperou suas lembranças, lembrando que sua raça de fadas foi morta por um homem que usava um eyepatch chamado Aldrich. Quando uma aldeia próxima foi atacada, King deixou Diane com a promessa de que ele retornaria. Helbram, que assumiu a forma de Aldrich, estava por trás do ataque devido ao seu ódio por humanos. Depois de dominar Helbram atravessando uma rosa branca, King foi sentenciado a mil anos de prisão, assumindo a responsabilidade pelo ataque. No presente, o rei consegue derrotar Helbram, que finalmente pode descansar em paz e expiar seus rancores contra humanos. Enquanto isso, depois que Arthur está sobrecarregado por Hendrickson, Meliodas salta na cena.                            | |                         |
| 20 | "A Maldição da Coragem" Transliteração: "Yūki no Majinai" (em japonês: 勇気のまじない) "O Feitiço da Coragem"                                                 | 1 de Março de 2015      |
| Gilthunder deixa Dreyfus para lutar contra Meliodas sozinho, enquanto Hendrickson lida com Arthur e finalmente o derrota. Enquanto isso, Elizabeth acorda em uma câmara e encontra seu pai, o rei Barras Liones . Meliodas então se encontra superado contra Gilthunder, Hendrickson e Vivian. Ao mesmo tempo, Margaret decide tirar sua própria vida saltando de uma torre de castelo. Margaret e Gilthunder são ambos liberados de sua maldição sob a forma de monstros, graças a Meliodas. Enquanto Margaret é assim salva de cair, Hendrickson tenta acabar com Meliodas, mas Gilthunder está no caminho e derruba Hendrickson a toda a força. Vivian tenta atrapar Meliodas, Gilthunder, Margaret e Arthur em lugares ilusórios, mas Merlin, o Pecado de Glutonaria do Javali, faz sua primeira aparição e quebra o feitiço. | |                         |
| 21 | "Uma Ameaça Iminente Se Aproxima" Transliteração: "Ima, Soko ni Semaru Kyōi" (em japonês: 今、そこにせまる脅威) "O Perigo que se Aproxima"                    | 8 de Março de 2015      |
| Hawk encontra Ban nas catacumbas embaixo do reino, onde Ban faz contato com uma embarcação de deusa através do Chifre de Cernunnos. Ban é concedido o pedido de ressuscitar Elaine, mas apenas com a condição de ele matar Meliodas. Enquanto isso, Meliodas, Merlin, Gilthunder, Margaret e Arthur entram na câmara onde Elizabeth e Bartra estão sendo presos cativos. Merlin leva Arthur e Bartra a Camelot para segurança, mas Hendrickson logo causa uma explosão na câmara, mostrando-se embutido na escuridão e causando terror na cidade com os cavaleiros sagrados experimentados transformados em demônios. Depois que Hendrickson feriu gravemente Meliodas e Gilthunder com sua espada, Elizabeth concorda em ir com Hendrickson para parar um banho de sangue. Quando Ban e Hawk encontram Meliodas, Ban de repente separa o braço direito de Meliodas.                                                                    | |                         |
| 22 | "O que Eu Posso Fazer por Você" Transliteração: "Kimi no Tame ni Dekiru Koto" (em japonês: 君のためにできること) "O que Posso Fazer por Você"                 | 15 de Março de 2015     |
| Hawk tenta agitar um pouco de sentido em Ban, que não vai parar em nada para matar Meliodas. Embora Ban seja consertado na ressurreição de Elaine, Meliodas ordena que ele resolva assuntos mais tarde, e Hawk leva Meliodas para encontrar Elizabeth. Dreyfus, que quer expiar seus crimes, desafia Hendrickson a um duelo. No entanto, Elizabeth foi acidentalmente ferida no processo. Diane, Ban, King, Gowther, Gilthunder e Hauser destroem os demônios na cidade. Meliodas e Hawk chegam e encontram Elizabeth ferida, logo após Hendrickson mata Dreyfus derretendo-o em ácido. Como Hawk leva Elizabeth em segurança, Meliodas se envolve no combate contra Hendrickson. Meliodas logo se junta com seus amigos e aliados, que todos se preparam para derrubar Hendrickson. | |                         |
| 23 | "Desespero Descende" Transliteração: "Zetsubō Kōrin" (em japonês: 絶望降臨) "O Advento do Desespero"                                                          | 22 de Março de 2015     |
| Hendrickson revela a fonte de seu poder, o cadáver de um demônio vermelho, que é o mesmo que Ban matou na Floresta do Rei de Fadas há muito tempo. Depois de Ban pummels Hendrickson pelo chão, Meliodas, Ban, King e Gowther pulam o buraco para uma caverna, onde Hendrickson se injeta com o sangue do cadáver de um demônio cinza para adquirir ainda mais poder. Uma explosão repentina de energia de Hendrickson envia os quatro deles de volta ao solo, onde Hendrickson facilmente supera todos os seus adversários apesar de todos os seus esforços. Com Meliodas deixado em pé e protegendo Elizabeth, Hendrickson lança uma grande explosão negra, mas Hawk se sacrifica para salvar os dois. Chocado com a perda de seu querido amigo, Elizabeth desperta seus poderes adormecidos que repele Hendrickson e cura todos os outros. No entanto, Hendrickson sobrevive e ainda tem força para ele lutar.                       | |                         |
| 24 | "Heróis" Transliteração: "Eiyū-tachi" (em japonês: 英雄たち) "Os Heróis"                                                                                      | 29 de Março de 2015     |
| Os Sete pecados Capitais e os santos cavaleiros combinam forças na tentativa de derrotar Hendrickson. Meliodas, com o apoio de seus amigos e aliados, usa sua técnica final para terminar Hendrickson. Quando Bartra aparece com Merlin, ele ordena aos santos cavaleiros que restaurem o reino e preservem seu povo como seu "castigo" por iniciar uma guerra santa. Bartra agradece os Sete pecados capitais por salvar o reino e proteger Elizabeth. Hawk é revivido como um leitão, muito para uma surpresa. As coisas retornam ao normal dentro do reino, e um festival é realizado à noite. No dia seguinte, Elizabeth junta-se a Meliodas, Hawk, Diane, Ban, King, Gowther e Merlin para encontrar o último membro dos Sete pecados capitais, Escanor , o pecado do leão do orgulho. | |                         |

### Temporada Especial: Sinais da Guerra Santa
| N.º | Título em português Título original Título no Brasil                                                                                   | Exibição original      |
| --- | --- | ---------------------- |
| 1 | "O Sonho Escuro Começa" Transliteração: "Kuroki Yume no Hajimari" (em japonês: 黒 き 夢 の は じ ま り) "O Início de um Sonho Sombrio" | 28 de Agosto de 2016   |
| Elizabeth Liones vai ao Boar Hat, onde todos os seus amigos ainda estão adormecidos após o festival. Depois que Elizabeth é saudada por Hawk , Meliodas a introduz em uma torta de carne feita com vegetais que parece Hawk, mas não é apta para consumo humano. Meliodas tem a ideia de usar a carne de porco como o ingrediente principal, o que faz com que a Hawk faça a pressa da barra. Meliodas vem com um concurso para seus amigos, no qual ele irá obedecer qualquer ordem por um dia de quem pega o Hawk primeiro. No entanto, Hawk consegue superá-los devido ao seu tamanho pequeno. Hawk retorna ao Boar Hat e come restos de comida feitos por Ban, que é declarado vencedor como resultado. À noite, Meliodas leva Elizabeth de volta ao palácio, assegurando ao mesmo tempo que seu propósito na vida é protegê-la. Meliodas então vai às catacumbas para ver o Chifre de Cernunnos. Quando a deusa que está no chifre o ridiculariza por ser um demônio, Meliodas destrói o Chifre de Cernunnos em retaliação.                                                                   | |                        |
| 2 | "Nosso Festival de Combate" Transliteração: "Futari no Ken'ka Matsuri"" (em japonês: 二人 の 喧嘩 祭 り) "Nosso Festival de Luta"      | 4 de Setembro de 2016  |
| Ban se aproxima de uma montanha para finalmente resolver questões com Meliodas, mas o primeiro se surpreende ao ver Elizabeth e Hawk, bem como os outros membros dos Sete pecados e os Cavaleiros Sagrados como parte de uma audiência. Merlin lança uma gigantesca barreira cúbica em torno de Meliodas e Ban, para que os espectadores vejam com segurança a luta. Enquanto isso, King e Hauser têm sua própria luta para chamar a atenção de Diane. Ban inicia um ataque brutal contra Meliodas que de algum modo, enfraquece a maioria dos espectadores. A luta termina em um impasse após os dois trocarem socos rápidos que causam a ruptura da barreira. Eles continuam sendo amigos e voltam para o Boar Hat para tomar uma bebida. | |                        |
| 3 | "Buscando o Primeiro Amor" Transliteração: "Hatsukoi wo Oikakete" (em japonês: 初恋を追いかけて) "Em Busca do Primeiro Amor"           | 11 de Setembro de 2016 |
| O King ainda hesita em confessar seus sentimentos por Diane. Enquanto isso, Diane deixa o chapéu de javali e dirige-se a um canteiro de obras na cidade, lembrando o devastador dano colateral causado por seu tamanho imenso. Os trabalhadores da construção lá se desculpam e agradecem por salvar o reino. Quando o rei vem ver Diane, os dois decidem jogar um jogo na cidade. Fora de uma igreja, uma cerimônia de casamento é interrompida por um demônio, no qual Diane e King combinam suas habilidades para derrotar o demônio. King pergunta a Diane se ela recuperou suas lembranças, e ela responde com um beijo na bochecha. O momento é arruinado quando um tijolo cai repentinamente sobre sua cabeça, e mais tarde ele acorda ao lado dela, tendo esquecido o que fizeram durante o dia. | |                        |
| 4 | "Forma do Amor" Transliteração: "Hatsukoi o Oikakete" (em japonês: 初恋 を 追 い か け て) "A Forma do Amor"                           | 18 de Setembro de 2016 |
| Merlin concorda em ser uma garçonete no Boar Hat, mas primeiro ela quer que Meliodas e Gowther acompanhem Gilthunder para descobrir se ele está sendo perseguido por alguém. Enquanto isso, Gilthunder, Hauser e Griamore são atingidos por detritos que caem nas ruas, inconscientes da situação. Gowther é distraído por um menino chamado Pelliot, que pede que ele recupere um gato gordo de um telhado. Como Gowther lembra a Pelliot de sua mãe, que faleceu recentemente, Gowther se transforma na mãe de Pelliot por um momento e desaparece quando o pai de Pelliot encontra Pelliot. Meliodas encontra Gilthunder, Hauser e Griamore em um restaurante, onde ele derrama propositalmente café para expor Vivian, revelado como o perseguidor. Merlin castiga Vivian plantando um anel amaldiçoado no dedo, o que lhe causará dor cada vez que a maldição é ativada, e Merlin explica que os Dez Mandamentos são a classe mais alta da raça demoníaca. No Boar Hat, Merlin deixa seu trabalho como garçonete, enquanto Hawk e Gowther preenchem o cargo, muito para o desânimo dos caras. | |                        |

### 2.ª Temporada: Ressurreição dos Dez Mandamentos
| N.º | Título em português Título original Título no Brasil | Exibição original       |
| --- | --- | ----------------------- |
| 0 | "Introdução" Transliteração: "The Seven Deadly Sins Revival of The Commandments -Prologue-" (em japonês: 七 つ の 大 罪 戒 め の 復活 - 序章 -)                                         | 06 de Janeiro de 2018   |
| Resumo da primeira Temporada, no fim do episódio já dá a introdução do capitulo 1 da Segunda temporada. | |                         |
| 1 | "Renascimento do Clã dos Demônios" Transliteração: "Majin-zoku fukkatsu" (em japonês: 魔神 族 復活) "O Renascer do Clã dos Demônios"                                                    | 13 de Janeiro de 2018   |
| O inicio do episódio começa com Elizabeth tendo uma premonição de Meliodas lutando contra os 10 mandamentos (grupo formado pelos indivíduos mais poderosos do clã dos demônios), depois ela acorda e vai contar a seu pai o sonho que teve. Seu pai decidi dar medalhas aos integrantes dos 7 pecados por eles terem livrado a cidade dos terror dos demônios, Elizabeth vai contar tudo para Meliodas e os restante dos 7 pecados. Chegando lá, se encontra com 6 dos integrantes do pecados e todos tem novidades, Meliodas está com uma roupa nova, Gowther está namorando Guila, King está portando o elmo de seu falecido amigo Helbram, Diane está de vestido novo vestido feito por Merlin, Ban diz que vai sair dos 7 pecados a procura da floresta do rei das fadas e Merlin dá a Hawk o Olho de Balor, um artefato que dá para ver o poder total do oponente (Força, Espirito e Magia). Quando eles chegam no Castelo do Rei de Lions para receber as Medalhas e honrarias, 3 integrantes dos Plêiades do céu, grupo mais indicado para ser os próximos cavaleiros sagrados, desafiam o Meliodas para um duelo, por acharem ele e os 7 pecados são indigno de voltarem ao castelo depois da traição, (pois eles ainda acham que foi os 7 pecados que matou o supremo Cavaleiro Sagrado Zaratras) Meliodas enfrenta Dogedo, mas ao invés de lutar, Melodas só fica na defensiva e mesmo assim consegue derrotar facilmente Dogedo. Depois os 7 pecados presentes Meliodas, Diane, Gowter e Merlin recebem a medalha e as honrarias por terem salvo Lions da ruína. Quando os 4 estão voltando para o Boar Hat, Meliodas sente poder absurdo sendo liberado do outro lado da cidade, ele fica estarrecido com tal poder, depois ele percebe que esse poder só pode ser dos 10 mandamentos. No quadro seguinte é mostrado Hendricksen Terminando o ritual que liberta o Clã dos Demônios, ele é consumido pela explosão que no fim do ritual é liberado, mas ao invés de morrer ele continua vivo, mas só que agora sem seus poderes demoníacos. Ele desmaia por um tempo e quando acorda se depara com Dreyfus vivo, ele fica confuso (por que no final da temporada anterior ele usou um poder demoníaco que dissolveu o corpo Dreyfus), nesse instante Dreyfus diz que ele foi muito útil para ele, e por isso não o matará, e manda ele ir embora. Em seguida Dreyfus salda os seus companheiros dos 10 mandamentos, dando a entender que ele era um demônio esse tempo todo. | |                         |
| 2 | "Existência e Prova" Transliteração: "Sonzai to Shōmei" (em japonês: 存在 と 証明) "Existência e Prova"                                                                                 | 20 de Janeiro de 2018   |
| O episódio começa com Os 10 mandamentos libertos do selo que os prendia há 3 mil anos, Fraudin fala que só pode libertar poucos demônios do selo, pois o sangue da serva da deusa Elizabeth foi muito pouco. Ele também fala que foi liberto há 10 anos e que esteve esse tempo todo estudando uma forma de libertar o restante do clã. O Líder dos mandamentos Zeldris decidi que todos eles deviam ir até as colinas de Edinburgh, onde ficava Danafor. Ban está indo para a floresta do rei das fadas e King incrédulo no que Ban fala o segue para ver para onde ele está indo. King e Ban percebe que estão sendo seguidos por Jericho, que se junta ao grupo. Quando eles chegam na floresta, King fica pasmo, sem acreditar que a floresta ainda está de pé depois do ataque do Demônio Vermelho, ele fica feliz em ver seus antigos amigos, mas ele não é bem recebido pelo restante das fadas que o acusam de traidor e o insultam dizendo que ele é o verdadeiro culpado pela morte de Elaine, eles proclama Ban como o novo rei das fadas, todas as Fadas vão sauda-lo, mas Ban protesta dizendo que não é digno de ser o reis das fadas. King vê o corpo de Elaine e começa a se culpar pela morte dela e sai para outro local da floresta para pensar. Enquanto isso no castelo as 3 princesas vão se despedir de seus amados, que vão lutar na guerra, Elizabeth vai se despedir de Meliodas e pede a ele que deixe ela ir junto, mas Meliodas se recusa. Elizabeth conta a Diane que ama Meliodas, Diane diz que recuperou a sua memoria e recordou do seu passado com King e fala que o ama muito. King sai para pensar e começa a se culpar pela morte de Elaine, nesse momento algumas fadas aparecem e come é nessa hora Olso, o cão fada aparece na forma gigante e dispensa as fadas que jogavam pedra em King. King fica ao lado de Olso em um penhasco e se lamentando pela morte de seu amigo Helbram, pela morte de Elaine e por seu amor não correspondido por Diane, ele decidi colocar o capacete que era de seu falecido amigo Helbram, quando ele coloca ele vê Helbream em pé diante dele, falando que ele é um bebê chorão e que não mudou nada. King tira o capacete da cabeça e Helbram some, mas continua falando com ele, e diz que está ali para ajuda-lo e que sua alma está presa ao capacete, ele ainda diz que Elaine pediu no outro mundo para King proteger Ban. Depois Ban e King vão para outro local da floresta e Ban conta o que Diane realmente Disse que não poderia viver sem ele, king entende que Diane se lembrou seu passado com ele há 700 anos. Diana e Elizabeth encontram Zeal irão de Guila andando sozinho na cidade, e perguntam a ele onde está sua irmã, mas ele parece não conhecer nenhuma Guila. Na casa de Merlin, Gowther recebe seus remédios, assim que ele sai joga os fora, Howke e Meliodas aparecem nessa hora e perguntam onde Gowther vai, ele diz que vai sar com sua amorada Guila. Howke encontra os remédios e os devora, mas depois tem um efeito colateral que o deixa fora de si, Meliodas pergunta a Merlin o que era os remédios, Merlin diz que era para estabiliza o poder de Gowther. Diane e Elizabeth levam Zeal para presença de Guila que não reconhece seu irmãozinho, Dinane percebe que Gowther mexeu com a cabeça de ambos, implantando memorias falsas na mente dos dois. Gowther fala quando salvou Guila de se tornar um demônio, ele aproveitou que ela estava desmaiada e implantou uma nova memoria nela, na qual ela não tinha irmão e que Ela e Gowther cresceram juntos e sempre foram grandes amigos e que recentemente ele teria a pedido para ela ser sua noiva. Gowther explica que fez isso para entender o sentimento do Amor. Diane se revolta e pede para Elizabeth chamar o Capitão Meliodas, mas Gowther para evitar isso usa o feitiço Blackout (apagão) para fazer todo mundo que tenha um poder espiritual menor de 400 na cidade cair em sono profundo por 10 minutos. Nesse momento Gowther e Diane entram em combate. | |                         |
| 3 | "Tesouro sagrado Lostvayne" Transliteração: "Jingi Rosutovuein" (em japonês: 神器 ロ ス ト ヴ ェ イ ン) "O Tesouro Sagrado Lostvayne"                                                   | 27 de Janeiro de 2018   |
| O episódio começa com Elizabeth tendo um sonho, na qual se encontra com Meliodas na forma Adulto. Meliodas acorda Elizabeth e fala que todos na cidade foram enfeitiçados por Gowter que fez todos que tinham um poder total menor que 3000 caírem no sono, enquanto isso Gowther está do outro lado da cidade lutando contra Diane, Apesar de ser mais fraca que Gowter, Diane consegue vencer. Em Danafor (Cidade destruída por Meliodas anos atrás), os dez mandamentos se reúnem para analisar um grande poder mágico proveniente de um grande buraco, eles concluem que o buraco foi feito por Meliodas. Após a Batalha contra Diane Gowther reconhece que está fora de si (por não ter tomado os remédios que Merlin deu a ele) e Gowther quebra o feitiço de Memoria que tinha posto em Guila e seu irmãozinho Zeal, e explica que fez isso para entender o que é o amor, em seguida Merlin para evitar que Gowther provoque mais destruição, usa o Absolut cancel e o transforma em sua forma original, um boneco e revela que ele foi feito por um grande Mago de mesmo nome. Merlin perde para Slade cuidar de Gowther enquanto ela estiver na forma original. Meliodas pede para Slade se juntar a eles na próxima batalha, ele aceita. Elizabeth também que se junta na batalha, mas Meliodas diz que não quer que ele se arrisque nessa batalha e para afasta-la diz que ela será um fardo para grupo. Ela sai e slade vai atrás dela para consola-la. Merlin sente um Grande poder Mágico em Camelot e transporta todo mundo para lá, lá eles encontram um demônio gigantesco, muito maior que o demônio vermelho e cinza. Arthur está se preparando para a batalha, quando de repente no céu aparece um porco verde gigante voador (a mãe de Hawke, onde o Boar Hat está nas costa dela). Meliodas diz que aquele demônio, não é um demônio comum, mas sim um demônio chamado BESTA AIBION, uma arma usado pelo clã dos demonios na Guerra Antiga. Ele falou que ele foi despertado junto aos 10 mandamentos. Hawk usa o olho de Balor e ver que a Besta tem um poder total de 5500, muito maior que o Meliodas que é de 3370 e Melin que é de 4710. A besta vê os heris e tenta atacar mas não acerta por serem pequenos demais, comparados a ele, o seu braço acab atingindo a cidade de Camelot, mas como Melin havia posto uma magia de proteção, a cidade não é destruída. A besta acaba destuindo o campo de força e quando está pronto para destruir Camelot com uma bola de fogo, Merlin Teleporta Meliodas para Camelot e ele usa o Full Counter (contr-ataque total) que danifica a cabeça da besta. Meliodas diz que ele tem um centro de poder no peito que é feito o coração da besta, Meliodas tenta escalar a besta, mas não consegue e acabe tendo a espada dada por Liz a ele sendo destruídas, Merlin devolve a ele seu tesouro sagrado Lostvayne (o que ele vendeu), Merlin disse que a relíquia custou os "olhos da cara". com o tesouro em mãos Meliodas faz picadinho de um dos braços da besta, a besta enfurece e quanto ela esta pronto para soltar um golpe especial através de 5 tubos que nasceram em suas costas, Meliodas se multiplica por 5 e usa o Full counter que mata a besta instantaneamente. No fim do episódio King está na floresta conversando com Jericho e de repente a arvore do centro da floresta das fadas começa a crescer, King fica confuso, pois ela demoraria muitos seculos para crescer sem a água da fonte da juventude, perto da grande árvore Ban está regando a árvore com seu sangue que tem a fonte da juventude, é revelado também que de tempos em tempos ele vai até a floresta regar a grande Árvore. Gerheade que é uma especie de sacerdotisa das fadas, ela revela que o rei das Fadas é escolhido pela grande árvore. Nessa hora um demônio parecido com a BESTA AIBION aparece na floresta do rei das fadas e começa a destruir tudo, e todas as fadas vão atrás de Ban pedir ajuda a ele.                                                                 | |                         |
| 4 | "Os Dez Mandamentos se Movem" Transliteração: "〈Jikkai〉Shidō" (em japonês: 〈十戒〉始動) "Os Dez Mandamentos à Solta"                                                                 | 03 de Fevereiro de 2018 |
| Quando o Golem começou a destruir as batalhas do Rei da floresta para proteger a nova Árvore Sagrada. Gerheade, o servo tradicional de todos os reis das fadas do passado, se recusa a reconhecer Ban como rei das fadas. Ela fica surpresa quando Ban concorda com ela, já que ele nunca quis ser rei. Mas, em vez de deixá-lo sair da floresta, ela o ataca, sabendo que ele se arriscaria a proteger o corpo de Elaine e capturá-lo, pretendendo usá-lo como a nova Fonte da Juventude. O rei falha em parar o Golem e é ferido enquanto a Árvore Sagrada é destruída pela segunda vez. Gerheade impede King de atacar o Golem enquanto as outras fadas correm para combatê-lo, sacrificando-se para que o Rei possa escapar, enquanto o Rei estiver vivo, a floresta sempre crescerá novamente. King, no entanto, se recusa a fugir, ganhando força de seu desejo de proteger a floresta, fadas, e até Ban ele consegue transformar Chastiefol em sua forma True Spear Spear e destrói o Golem. De volta a Camelot, quando se recuperam da destruição do Golem, são atacados por Galand, um dos Dez Mandamentos, que é pelo menos várias vezes mais forte que Meliodas. | |                         |
| 5 | "Violência Implacável" Transliteração: "Taema nai bōryoku" (em japonês: 絶え間ない暴力) "Violência Devastadora"                                                                         | 10 de Fevereiro de 2018 |
| Merlin percebe que as habilidades mágicas de Galand ainda estão seladas, dando esperança de que podem derrotá-lo. Ban usa seu sangue para restaurar a Árvore Sagrada e curar o Rei. Ban ameaça matar Gerheade se ela alguma vez tentar ferir o corpo de Elaine novamente e depois partir com Jericho, recusando o pedido de King para se juntar aos Pecados. Galand facilmente domina Meliodas e Diane. Merlin tenta enganá-lo com uma mentira, mas Galand, que é o mandamento da verdade, não pode ser mentido e Merlin é transformado em pedra. Meliodas é forçado a liberar seu poder demoníaco. Os outros nove mandamentos percebem que a energia mágica, uma vez abundante na terra, foi absorvida pelas almas dos seres vivos e pela absorção das almas humanas; eles podem recuperar sua magia. Apesar de seu aumento no poder, Meliodas é morto por Galand, Slader é empalado, Diane está ferida e a estátua de Merlin é destruída. Galand parte, poupando Arthur, Elizabeth e Hawke. Gowther chega em sua forma humana. Gilthunder se depara com uma aldeia onde um demônio vermelho está colhendo almas para os mandamentos. Ele destrói o demônio, devolvendo as almas aos seus humanos. Antes que eles possam celebrar a vila é atacado por um demônio cinzento. Hendrickson de repente aparece para ajudar Gilthunder a derrotar o Demônio Cinzento. | |                         |
| 6 | "O Capitão Reconciliado dos Cavaleiros Sagrados" Transliteração: "Shinseina kishi no chōsei sa reta taii" (em japonês: 神聖な騎士の調整された大尉) "O Grande Mestre Expia seus Pecados" | 17 de Fevereiro de 2018 |
| Hendrickson revela que Dreyfus ainda está vivo. Hendrickson derrota o demônio cinzento usando um feitiço de druida usado anteriormente pelo pai de Gilthunder, Zaratras. Hendrickson revela que há 10 anos ele e Dreyfus investigaram o país destruído de Danafor. Eles encontraram um demônio chamado Fraudrin, que possuía Hendrickson. Não querendo matar o corpo de Hendrickson, Dreyfus foi forçado a permitir que Flaudrin vivesse dentro de Hendrickson e eventualmente matasse Zaratras e enquadrasse os Pecados como vingança contra Meliodas que o havia derrotado 16 anos atrás quando Fraudrin destruiu Danafor e assassinou a amante de Meliodas, Liz. Meliodas acorda em Camelot com todos curados, exceto por Merlin. Gowther havia adulterado a memória de Galand, por isso acreditava que ele matara todo mundo. Merlin, que transferiu sua alma para seu tesouro sagrado, a pequena esfera de cristal chamada " | |                         |
| 7 | "Onde as Memórias Levam" Transliteração: "Omoide ga mewosamasu basho" (em japonês: 思い出が目を覚ます場所) "Para Onde as Lembranças Levam"                                              | 24 de Fevereiro de 2018 |
| A memória de Diane continua regredindo antes de ela fugir, King jogando Gowther depois que ele revelou ter sido inspirado pela distância de Diane sobre ele manipulando as memórias de Guila para experimentá-la. O grupo assume que Diane provavelmente retornaria à sua terra natal, Megadoza. Dezesseis anos antes, Diane foi orientada pelo chefe da tribo Matrona, ao lado de Dolores, que queria sair, mas tinha medo de humanos. Quando Diane tentou contar a Dolores de Liones após o primeiro encontro com Meliodas, ela descobriu que sua amiga morreu em uma missão que Matrona lhe enviou. Diane percebe que queria mais da vida do que lutar, apesar de Matrona ver seu potencial para treiná-la para se tornar o maior guerreiro de sua tribo. Matrona e Diane são contratadas por um Cavaleiro Sagrado de Liones chamado Gyannon para expulsar bárbaros no dia seguinte, mas Gyannon fere Matrona com uma lança envenenada em uma tentativa de infâmia que matou ele e a maioria de seus homens por Matrona antes que ela sucumbisse. Os cavaleiros sobreviventes acusam Diane pelo assassinato de sua unidade, com Diane acabando sob custódia de Meliodas quando ele interrompeu a execução. | |                         |
| 8 | "A Terra Sagrada dos Druidas" Transliteração: "Doruido no shinseina tochi" (em japonês: ドルイドの神聖な土地) "A Terra Sagrada dos Druidas"                                             | 03 de Março de 2018     |
| Tendo perdido dezesseis anos de memória, Diane chega a Edimburgo a caminho de Megadoza para informar sua tribo sobre a morte de Matrona. Mas ela é sentida pelos comandantes como Galand e Monspeet of Reticence, que tenta tirar sua alma quando Matrona aparece, nocauteando Diane antes de se esconder de Galand, enquanto Monspeet sente o grupo de Meliodas a centenas de quilômetros de distância e lança um feitiço para confirmar a presença de Meliodas. . Felizmente, a mãe de Hawk comeu o feitiço enquanto uma Matrona ferida carrega Diane. Merlin aconselha mudar de rumo para a segurança de Diane, levando-os aos druidas de Istal, a quem ela confiou a maior parte do poder de Meliodas que tomou dele como medida de precaução. O grupo conhece as apóstolas gêmeas Jenna e Zaneri. | |                         |
| 9 | "A Promessa Com a Pessoa Amada" Transliteração: "Aisuruhito to no yakusoku" (em japonês: 愛する人との約束) "Promessa a uma Pessoa Amada"                                                | 10 de Março de 2018     |
| Como Elizabeth recebe um julgamento para transformar sementes doentes em flores, Meliodas é forçado a reviver seu tempo com Liz e sua morte, a fim de matar suas emoções, para que seu poder não destrua indiscriminadamente. Zaneri considera terminar o teste, pois a tensão emocional o matará se ele não puder controlá-lo, mas Elizabeth a interrompe quando Meliodas passa no julgamento, com sua determinação de nunca deixar ninguém que se importa como Liz morrer. O resto do grupo é levado para a Torre de Treinamento por Jenna, onde encontra o grupo de Hendrickson e Gilthunder. Enquanto isso, a busca de Ban por um meio de reviver os mortos leva ele e Jericó a Ravens, a cidade dos ladrões, onde encontram uma velha raposa-lobo que Ban traz para o quarto. Ban lembra sua infância quando conheceu um homem chamado Zhivago enquanto estava preso e se ofereceu para ajudá-lo a escapar. | |                         |
| 10 | "Aquilo Que Nos Faltava" Transliteração: "Kare ga watashitachi ni hanasu mono" (em japonês: 彼が私たちに話すもの) "O que nos Faltava"                                                   | 17 de Março de 2018     |
| Reconhecendo o velho lobisomem como Zhivago, Ban lembra que o ladrão o levou sob suas asas até o dia em que foi pego tentando assaltar sozinho. Zhivago foi forçado a abandonar Ban à sua sorte, a fim de salvar seu filho Therion dos caçadores, chegando tarde demais para seu filho enquanto acreditava que Ban foi morto. Mas Ban revela sua identidade sem nenhuma má vontade em relação a Zhivago. De volta a Istal, Hendrickson diz a King que está pronto para aceitar qualquer punição, uma vez que eles derrotaram os mandamentos antes que os Cavaleiros Sagrados, Arthur e Gowther entrassem na Torre de Treinamento. Gilthunder e Howzer quase derrotaram um Dragão de Argila usando a posição de luta um do outro, enquanto Gowther e Arthur lutam com uma armadura animada. King mais tarde entra na caverna com Meliodas, que pretende treinar seu corpo antes de recuperar seu poder. | |                         |
| 11 | "Pai e Filho" Transliteração: "Chichi to musuko" (em japonês: 父と息子) "Pai e Filho"                                                                                                   | 24 de Março de 2018     |
| Em Raven, quando um cadáver se ergue do túmulo, Ban diz a Zhivago sobre encontrar a Fonte da Juventude e seu objetivo de reviver Elaine. Ban também admite seu arrependimento por sua tentativa de matar Meliodas em troca da ressurreição de Elaine, seu ódio por si só piorado por Meliodas, perdoando-o. Zhivago pede que Ban se reconcilie com Meliodas e conte a ele seus verdadeiros sentimentos antes de morrer pacificamente. De volta a Istal, o primeiro sendo acusado de estar em aliança com os Mandamentos enquanto menospreza seu oponente por sua falta de asas, Meliodas e King terminam sua luta quando Jenna os ordena a sair. Meliodas promete finalmente explicar tudo, com King decidindo observá-lo por enquanto, sentindo uma repentina sensação de costas. Depois que Jenna restaura todo o poder de Meliodas, ele manda Merlin teleportá-lo para Edimburgo para que ele possa conversar com os Mandamentos. | |                         |
| 12 | "O Sentido do Amor" Transliteração: "Ai no kankaku" (em japonês: 愛の感覚) "Onde o Amor é Encontrado"                                                                                   | 31 de Março de 2018     |
| Provocado por Meliodas, sem saber que ele formulou uma estratégia de dividir e conquistar contra eles, os Mandamentos se espalham pela Britannia para recuperar sua magia por qualquer meio. O resto do grupo, incluindo um falcão dragão-de-tamanho e um Griamore envelhecido, completam seu treinamento, exceto Elizabeth, que ganhou novas roupas. Depois que o grupo de Meliodas sai para começar a procurar Escanor, Jenna faz Zaneri confessar sabotar o treinamento de Elizabeth devido aos sentimentos não correspondidos de sua irmã por Meliodas. Mas Zaneri explica que suas razões foram, na verdade, proteger Meliodas da dor de perder Elizabeth, enquanto ela imaginava que a garota seria reencarnada. À medida que os outros comandantes se espalham pela Britannia, Galand se une ao Mandamento Melascula of Faith e descobre que ela ressuscitou os mortos para agir com pesar e ressentimento. | |                         |
| 13 | "Adeus! Amado Bandido! Eu Vencerei Os Dez Mandamentos" Transliteração: "Sayōnara! Aisuru akuma!" (em japonês: さようなら！愛する悪魔！私は十戒を克服する) "Adeus, Amado Ladrão"         | 7 de Abril de 2018      |
| Depois de se reunir com Ban, Elaine tenta matar Jericho com Ban se machucando na tentativa de detê-la, pois ele sabe que ela está sendo manipulada. Mas Jericho consegue prender Elaine no chão, admitindo seus sentimentos não correspondidos por Ban, ao forçar Elaine a perceber que está sendo explorada por seu egoísmo enquanto tenta recuperar o controle de si mesma. Ban consegue acalmar Elaine, repetindo sua promessa de roubá-la antes que ela desmaie de repente quando Galand e Melascula aparecem. Depois que Melascula explica que seu feitiço sobre Elaine está falhando, já que a fada deixou de produzir o arrependimento necessário para se manter, Galand se interessa pela imortalidade de Ban após alguns hits e oferece a ele um hit grátis. Ban aceita, usando Hunter Steal para pegar a maior parte da força de Galand e acertar um golpe. Melascula então extrai Ban ' depois de considerar que ela mantinha sua fé em Elaine, Galand arrancou a alma de seu colega comandante para comer. Mas a alma que Galand comeu é Zhivago, permitindo que Ban retorne ao seu poder e foge com Jericho e Elaine depois que ele destruiu um dos sete corações de cada comandante. Enquanto isso, com Dreyfus mantendo-o comendo qualquer alma antes, a humilhação de Fraudrin derrotada por membros das Plêiades do Céu Azul é observada por Grayroad do Pacifismo. | |                         |
| 14 | "O Senhor do Sol!" Transliteração: "Taiyō no omo!" (em japonês: 太陽の主！ゼルドス) "O Mestre do Sol"                                                                                   | 21 de Abril de 2018     |
| Depois de se recusar a deixar Ban e Elaine para trás com os Mandamentos atrás dele, Jericho os leva para uma caverna onde eles encontram uma taberna de propriedade de um barman tímido que reconhece Ban enquanto está feliz por saber que os pecados foram perdoados. O barman coloca o grupo em sua despensa antes de Galand e Melascula chegarem, os demônios participando do álcool antes de revelar que sabem que ele está escondendo a pedreira. Mas, como Galand os percebe perto da morte, ele oferece ao barman a chance de sobreviver com ele e com outros, se ele puder matá-lo em um jogo em que eles se revezam, acertando um golpe um no outro e que estejam sujeitos ao Mandamento da Verdade do demônio, caso fugir assim que começarem. Mas Galand acidentalmente derruba o barman pelo resto da noite antes que eles pudessem começar. Ao amanhecer, Galand tenta pegar um pesado machado de batalha de ouro no manto do bar antes que ele seja agarrado por uma versão muscular e confiante do barman, quando ele se apresenta como Escanor dos Pecados Mortais, o pecado do orgulho do leão. Cura de ser cortado pela metade, Galand encontra sua habilidade mais forte apenas deixando Escanor com um pequeno arranhão e acaba se transformando em pedra quando o medo da morte substitui seu orgulho. Melascula tenta comer a alma de Escanor, apenas para ser queimado vivo por sua habilidade Sunshine antes de desaparecer em um barranco. Enquanto o sol se põe, Jericho e Eliane depois de se apresentarem formalmente a Escanor enquanto aprendiam seu poder varia com o tempo, sendo um fraco durante a noite. King chega e fica chocado ao ver que Elaine está viva. | |                         |
| 15 | "Uma Confissão Horripilante" Transliteração: "Senritsu no Kokuhaku" (em japonês: 戦慄の告白!) "Uma Confissão Tenebrosa"                                                                 | 28 de Abril de 2018     |
| Depois de ser salva por Matrona, Diane descobre que seu mentor sobreviveu à tentativa de Gyannon em sua vida quando sua perna envenenada foi amputada por um bárbaro chamado Zalpa, que Diane poupou dias antes do incidente e desde então se tornou parte de sua família. Matrona passa a ensinar a Diane uma dança sagrada criada pelo fundador de sua raça Drole, antes de folhetos para um próximo festival de luta em Vaizel, antes dos filhos de Zalpa, Sol e Della, serem feridos pelo responsável pelo Demônio Azul. Como Matrona decide entrar no festival como o prêmio é qualquer desejo, Meliodas também participa, apesar de saber que é uma armadilha pelos mandamentos. Em Vaizel, o comandante Gloxinia of Repose pretende usar a luta para reunir grande quantidade de almas para si e para seu parceiro Drole of Pacience. Enquanto isso, após sua captura, Fraudrin acaba lutando contra o capitão das Plêiades, Denzel Liones, e recebe uma maldição para ser atacado pelos fantasmas de suas vítimas. Mas Fraudrin é resgatada por Grayroad, que assumiu o disfarce de um cavaleiro das Plêiades para quebrar o selo do invólucro, com Fraudrin se vingando de Deldrey por lançar seu Love Drive nele durante sua captura. Fraudrin então se revela um substituto para o membro do Mandamento que desapareceu misteriosamente e se juntou aos Pecados Capitais após sua amnésia induzida por comandante: Gowther of Selflessness, que pretende ganhar um coração no festival. com Fraudrin se vingando de Deldrey por lançar seu Love Drive nele durante sua captura. Fraudrin então se revela um substituto para o membro do Mandamento que desapareceu misteriosamente e se juntou aos Pecados Capitais após sua amnésia induzida por comandante: Gowther of Selflessness, que pretende ganhar um coração no festival. com Fraudrin se vingando de Deldrey por lançar seu Love Drive nele durante sua captura. Fraudrin então se revela um substituto para o membro do Mandamento que desapareceu misteriosamente e se juntou aos Pecados Capitais após sua amnésia induzida por comandante: Gowther of Selflessness, que pretende ganhar um coração no festival. | |                         |
| 16 | "Labirinto da Armadilha da Morte" Transliteração: "Shi no Wana no Meikyū" (em japonês: 死の罠の迷宮) "O Labirinto da Morte"                                                             | 5 de Maio de 2018       |
| Matrona e Diane alcançam um labirinto enorme, o primeiro julgamento do festival Vaizel de Gloxinia e acabou se separando. Diane termina encontros com Hawk e Elizabeth e inicialmente desconfiava deles devido à sua amnésia e sua afiliação com Liones, apenas para aquecer a bondade de Elizabeth ao se encontrarem com Gilthunder e Howzer ao encontrarem rastreadores de terras despachados para devorar os retardatários. Mas os sobreviventes conseguem matar os monstros, com Meliodas e Elizabeth sentindo a presença um do outro através de uma parede. Ban se reúne com Meliodas, informando que ele encontrou Escanor e que Elaine está viva. Ele também se desculpa sinceramente pelo tempo que tentou matar Meliodas. Meliodas o perdoa e eles esmagam a parede para alcançar Elizabeth e os outros. | |                         |
| 17 | "Figuras Lendárias" Transliteração: "Denshō no Monodomo" (em japonês: 伝承の者共) "Figuras Lendárias"                                                                                   | 12 de Maio de 2018      |
| Diane e Matrona ficam chocadas ao saber que Drole está com os demônios, enquanto King reconhece Gloxinia como o primeiro rei das fadas que morreu durante a Guerra Antiga, Gloxinia matando os participantes restantes quando Gowther chega enquanto exibe seu poder curando Escanor depois de empalá-lo. para entrar em pânico. Drole passa a colocar todos em pares aleatórios para uma série de batalhas de tag team. Elizabeth e Elaine conseguem derrotar dois irmãos assassinos que foram mortos, apesar de Elizabeth os ter curado por bondade. Meliodas e Ban matam dois Demônios Azuis de Gloxinia como uma reflexão tardia, enquanto discutem sobre se Elizabeth ou Elaine é a mulher ideal. King e Diane enfrentam os representantes do golem de Gloxinia e Drole, que conseguiu convencer Diane a deixá-lo ajudar, apesar de ela não a reconhecer. | |                         |
| 18 | "Para quem essa Luz Brilha?" Transliteração: "Sono Hikari wa Ta ga tame ni" (em japonês: その光は誰が為に) "Por quem aquela Luz Brilha"                                                 | 19 de Maio de 2018      |
| Após o encontro com Fraudrin e Greyroad, Denzel e sua equipe discutem com Guila e Gustaf sobre o ataque dos Mandamentos à Bretanha, com Zeldris conquistando Camelot e a ameaça potencial que Gowther representa. De volta a Vaizel, King exerce todo o seu poder para derrotar o golem de Gloxinia e, em seguida, incentiva Diane a usar seus sentimentos para criar golens depois dele e de seus amigos para obliterar o golem de Drole. Durante a partida entre Gowther e Jericho contra Hawk e Escanor, expressando sua intenção de conseguir um coração para que ele se sinta a qualquer custo, Gowther derruba Jericho e Hawk antes de usar Nightmare Teller para sujeitar Escanor a seu passado trágico e seu pior pesadelo por ser rejeitado. por Merlin, porque seu poder acabaria por destruí-lo. Mas tem o efeito oposto, pois temporariamente o transforma em sua forma diurna, enquanto Rhitta tem a intenção de usar a energia armazenada para obliterar aqueles que brincam com o coração dos outros. Embora fosse assumido que seu alvo era Gowther, que conseguiu subjugar, seus alvos reais eram Gloxinia e Drole. | |                         |
| 19 | "Meliodas Contra os Dez Mandamentos" Transliteração: "Meriodasu vs <Jikkai>" (em japonês: メリオダスvs<十戒>) "Meliodas Contra os Dez Mandamentos"                                      | 26 de Maio de 2018      |
| Após Gloxinia e Drole serem feridos pelo ataque de Escanor, revelando sua participação como um ardil, Meliodas aproveita sua chance de atacá-los com o mago Gilfrost teletransportando o grupo para o castelo de Liones depois que Drole os enviou para o subsolo como reféns. Depois de se curar e restaurar os braços de Drole, Gloxinia lembra Meliodas que eles já foram aliados na luta contra os demônios juntos. Embora relutante em lutar contra seus ex-aliados, Meliodas expressa que ele deve, porque eles decidiram mudar de lado. Os outros assistem a luta na bola de cristal, Meliodas está em vantagem, rapidamente aleijando um comandante para lutar contra o outro. A batalha atrai os outros mandamentos sobreviventes, incluindo os irmãos Melascula e Meliodas ainda queimados: Estarossa of Love e Zeldris of Piety. Como Ban explica ao grupo que Meliodas é visto pelos Comandantes como um traidor da raça Demônio, Meliodas propositadamente se deixa ser severamente derrotado para desencadear um Revenge Counter poderoso o suficiente para matar todos eles. Mas Estarossa interrompe o ataque antes de esmagar o peito de Meliodas debaixo do pé para dar uma morte rápida ao irmão mais velho. | |                         |
| 20 | "Busca da Esperança" Transliteração: "Kibō wo Motomete" (em japonês: 希望を求めて) "Tenha Esperança"                                                                                    | 2 de Junho de 2018      |
| Estarossa começa a torturar Meliodas enquanto o revela como o líder original dos Mandamentos e o herdeiro do Rei Demônio antes de causar a Guerra Santa entre os demônios e deusas enquanto matava os antecessores de Drole e Gloxinia. Melascula, depois de Gloxinia curar seu corpo enquanto os Mandamentos aprendem que seus reféns escapam, tenta tomar a alma de Meliodas. Ban, depois de se despedir de Elaine, Gilfrost o teleporta para o campo de batalha enquanto destrói cinco corações de Melascula, mas falha em impedir que Estarossa apunhale todos os sete corações de Meliodas antes que o Mandamento o obliterasse. Os Mandamentos partem para conquistar a Bretanha, Elizabeth se teletransporta para o campo de batalha depois que eles partem para ela chorar sobre o corpo de Meliodas. Algum tempo depois de Elizabeth curar Zalpa ' Filhos de s com King oferecendo Matrona e seu santuário familiar na Floresta do Rei das Fadas, Ban aceita a perda de Elaine e ele ajuda a defender Liones, enquanto Merlin se reclina em seu laboratório e Gowther é preso devido ao seu passado como um antigo mandamento. Tendo retornado a Liones, os Presas Estranhas se tornaram oferendas de sacrifício pelos moradores, traindo os Cavaleiros Sagrados aos Mandamentos por sua segurança. Somente Golgius escapa para a Floresta dos Sonhos Brancos antes de perder a consciência, encontrando-o mais tarde no Chapéu de Javali, com Elizabeth atendendo clientes. | |                         |
| 21 | "Certo Calor" Transliteração: "Tashika na Nukumori" (em japonês: たしかな ぬくもり) "Um Certo Calor"                                                                                    | 9 de Junho de 2018      |
| Conflito por ter sido salvo por seus antigos inimigos, Golgius se despede enquanto Elizabeth cuida do corpo sem vida de Meliodas antes que ela e Hawk recebam uma visita do cavaleiro que conheceram no festival Vaizel de Gloxinia. O cavaleiro se revela como grão-mestre Zaratras do cavaleiro sagrado, ressuscitado por Melascula e alimentado por seu arrependimento de não ver Dreyfus e Hendrickson sendo manipulados. Zaratras prossegue com um feitiço de druida para permitir que ele, Elizabeth e Hawk vejam as memórias de Meliodas. É revelado que Meliodas salvou um bebê Elizabeth durante a destruição de Danafall, resultando em ele se tornar um Cavaleiro Sagrado de Liones depois que o rei Bartra adotou Elizabeth. Meliodas e Merlin, através dos presságios de Bartra, reuniram os Sete Pecados Capitais com o objetivo de destruir os Mandamentos. É revelado que Meliodas foi amaldiçoado pela imortalidade por causar a Guerra Antiga, com Elizabeth confiante de que ele honraria sua promessa de retornar a ela. Enquanto isso, a alma de Meliodas está no Purgatório e confronta seu pai, o Rei Demônio, que pretende consumir seu filho. As emoções de s para restaurar sua força enquanto faz Meliodas esquecer Elizabeth e retornar ao seu antigo eu. Em Liones, os Mandamentos começam sua invasão com Estarossa, usando seu Mandamento de Amor para impedir o grupo de Ban de atacar devido ao ódio em seus corações. Apenas Escanor não é afetado, pois sente apenas pena, em vez de ódio, enquanto enfrenta Estarossa sozinho. | |                         |
| 22 | "Retorno dos Pecados" Transliteração: "<Tsumi> no Kikan" (em japonês: ) "A Volta dos Pecados"                                                                                           | 16 de Junho de 2018     |
| Escanor ataca Estarossa com Rhitta, com Estarossa revelando que seu Full Counter pode redirecionar ataques físicos. Escanor evita baixas explodindo Estarossa com sua magia do Sol Cruel em um lago que rapidamente evaporou, o Mandamento usando seu Black Out para selar o segundo Sol Cruel de Escanor. Mas o sol atinge o seu ponto mais alto e Escanor domina Estarossa, balançando o machado para jejuar para Estarossa contra-atacar, quando ele é empurrado para longe com Zeldris, apesar da tentativa deste último de salvá-lo. Enquanto Escanor decide retornar a Liones no final do dia, o grupo de Ban é atacado pelos Cavaleiros Sagrados, que caíram sob o controle do Mandamento da Piedade de Zeldris quando Derieri e Monspeet chegam. O capitão Denzel sacrifica sua vida para que seu corpo possa ser usado pela deusa convocada do nível Santo Soldado,. Mas Nerobasta repreende sua ressurreição e tenta fugir depois de se recusar a lutar as batalhas dos humanos, levando Derieri a destruir sua embarcação por ódio pelas deusas. Derieri e Monspeet então sentem Elizabeth e Zaratras correndo em direção a Liones enquanto Hawk acidentalmente engole um pedaço de demônio vermelho enquanto sua mãe se afasta dos demônios que estão bloqueando seu caminho. Derieri reconhece Elizabeth quando acidentalmente usou um poder exclusivo das Deusas com sua tentativa de matá-la parada por um Meliodas revivido. | |                         |
| 23 | "O Herói se Levanta" Transliteração: "Eiyū, Tatsu!" (em japonês: 英雄、立つ！) "A Volta do Herói"                                                                                       | 23 de Junho de 2018     |
| Hawk devolve Lostvayne a Meliodas, assim como Derieri destrói o Chapéu de Javali e agarra seu oponente para que Monspeet ataque, apenas para Meliodas jogar Derieri em Monspeet e levá-los para fora com o Full Counter. Em Liones, o grupo de Ban informa Bartra da morte de seu irmão, antes que Fraudrin e Grayroad se revelem com a tomada posterior de Jericho e irmão de Guila, Zeal, entre outros reféns. Fraudrin revela que Grayroad é um demônio de casta rainha que transforma seus reféns humanos em demônios, usando Dogedo como exemplo de que o Mandamento do Pacifismo de Greyroad leva o tempo restante de quem mata em sua presença. Isso faz com que Gilthunder se empolgue com Gilfrost, que na verdade é Vivian disfarçado, enquanto Gustaftenta salvar sua irmã e Zeal antes de morrer de seus ferimentos. Um Merlin restaurado aparece de repente e congela os ovos, revelando-se imune ao mandamento de Greyroad devido ao seu feitiço Infinito e sua verdadeira identidade como filha de Belialuin antes de selar Grayroad em um tubo de ensaio. Fraduin tenta escapar antes de ser parado por Hendrickson com Zaratras se juntando ao último. Fraudrin é distraído por Hawk por tempo suficiente para Zaratras expurgar o demônio de Dreyfus, que aparentemente o destrói quando Griamore chega. Zaratras retorna à vida após a morte, enquanto diz a Hendrickson e Dreyfus para deixar de lado sua culpa. Mas Fraudrin sobrevive aos ataques de Drefus e é interrompido por um Meliodas mais poderoso, os dois demônios ansiosos para terminar sua luta de 16 anos atrás. | |                         |
| 24 | "Enquanto Você Estiver Aqui" Transliteração: "Kimi ga Iru Dake" (em japonês: 君がいるだけで) "Desde que Você Esteja Aqui"                                                               | 30 de Junho de 2018     |
| Ban e Merlin sentem algo diferente sobre Meliodas, enquanto ele domina Fraudrin e menospreza-o como comandante substituto. Isso força Fraudrin a tentar um ataque suicida que destruiria todos os Liones, mas ver Griamore perceber que ele se importa com o humano, apesar de fingir ser Dreyfus para esconder sua presença. Quando Griamore agarra Fraudrin e erige um selo para que apenas eles morram, o demônio percebe o que motivou a traição de Meliodas no passado e cessa seu ataque enquanto permite que Meliodas o mate. Merlin explica a natureza da maldição de Meliodas para Escanor, que Meliodas perde algumas de suas emoções cada vez que morre e revive sendo levemente regredido ao seu eu original como demônio. Funerais são detidos mais tarde pelos mortos, com Bartra insistindo em que todos os ressentimentos do passado sejam deixados de lado por sua sobrevivência. Mais tarde, Meliodas é encontrado nas ruínas do Chapéu de Javali por Elizabeth, que o conforta sobre o quão horrorizado ele está por gostar de assassinar Fraudrin. Ele também admite que tem medo de se tornar seu antigo eu, mesmo que isso signifique manter Elizabeth a salvo dos mandamentos. Merlin restaura a cidade destruída e também revela que todos os humanos escravizados pelo mandamento de Zeldris partiram para Camelot. Ban revela que Elaine ainda está viva. Merlin argumenta que Zeldris e Melascula ainda devem estar vivos junto com Drole, Gloxinia e Estarossa. Como Jericó herdou a magia do gelo de Gutav, Gowther é libertado em liberdade condicional. Meliodas decide que todos os sete pecados capitais devem entrar em guerra juntos, enquanto Elizabeth promete sempre ficar ao seu lado. | |                         |

### 3.ª Temporada: Ira Imperial dos Deuses
| Nº | Titulo em Português                |
| -- | ---------------------------------- |
| 1  | A Luz Que Afasta A Escuridão       |
| 2  | Memórias Da Guerra Sagrada         |
| 3  | Faca-se Luz                        |
| 4  | Dez Mandamentos VS Quatro Arcanjos |
| 5  | Um Turbilhão de Emocões            |
| 6  | Chamamos a isso Amor               |
| 7  | Pecados Mortais, Unidos!           |
| 8  | O Boneco em Busca de Amor          |
| 9  | Os Amantes Amaldiçoados            |
| 10 | A Vida que Levamos                 |
| 11 | Os Odiosos Não Descansam           |
| 12 | O Poder de Uma Donzela é o Amor    |
| 13 | O Mais Forte VS O Mais Maléfico    |
| 14 | Uma Nova Ameaça                    |
| 15 | Ao Capitão                         |
| 16 | O Fim Dos Sete Pecados Mortais     |
| 17 | A Nossa Escolha                    |
| 18 | Quando Os Santos Marcham           |
| 19 | O Tratado da Guerra Sagrada        |
| 20 | A Criança De Esperança             |
| 21 | O Ínicio da Guerra Sagrada         |
| 22 | Brittania Devastada Pela Guerra    |
| 23 | Aquele Que as Trevas Distorceram   |
| 24 | Amor Descontrolado                 |

### 4.ªTemporada: O Julgamento do Dragão
| Nº | Título em Português                 |
| -- | ----------------------------------- |
| 1  | O Purgatório                        |
| 2  | Um Encontro Com o Desconhecido      |
| 3  | Sentimentos Sinceros                |
| 4  | As Vítimas da Guerra Santa          |
| 5  | O Golpe Trágico                     |
| 6  | ?????                               |
| 7  | Esperança, Conflito e Desespero     |
| 8  | A Porta Da Entrada para a Esperança |
| 9  | Aquilo que Reúne                    |
| 10 | A Salvação do Sol                   |